# アグスティン・クルインカ
アグスティン・アレハンドロ・クルインカ（Agustín Alejandro Curruhinca 、2000年1月6日 - ）は、アルゼンチン・リオネグロ州ビエドマ出身のプロサッカー選手。ウラカン所属。ポジションは、フォワード。

## クラブ歴
2019年11月23日、1-1で引き分けたホームのセントラル・コルドバ戦でアルゼンチン・プリメーラ・ディビシオンデビューを果たした。